# Ligne 4 du tramway de Casablanca
La ligne 4 du tramway de Casablanca est une ligne du réseau tramway de Casablanca ouverte le 23 septembre 2024.

## Tracé
La ligne relie le Parc de la Ligue arabe dans le centre-ville de Casablanca à Mohammed Erradi en périphérie sud-est de la ville, en suivant un axe nord-ouest/sud-est.

## Stations
La ligne dessert, sur un linéaire de 12,5 km, les 19 stations suivantes :
|  |   |  | Stations               | Lat/Long | Arrondissement               | Correspondances        |
|  | - |  | ---------------------- | -------- | ---------------------------- | ---------------------- |
|  | o |  | Parc de la Ligue arabe |          | Sidi Belyout                 | (Place Mohammed V)     |
|  | o |  | Mers Sultan            |          | Sidi Belyout                 |                        |
|  | o |  | Jaber ibn Hayane       |          | Sidi Belyout                 | (Place de la Victoire) |
|  | o |  | La Gironde             |          | Roches Noires                |                        |
|  | o |  | Ifni                   |          | Roches Noires                |                        |
|  | o |  | Aïn Borja              |          | Roches Noires                |                        |
|  | o |  | Gare Ouled Ziane       |          | Roches Noires                |                        |
|  | o |  | Hay Tissir             |          | Roches Noires                | (Derb Milan)           |
|  | o |  | Jardin Chtaiba         |          | Sidi Othmane                 |                        |
|  | o |  | Boulevard du Nil       |          | Sidi Othmane                 |                        |
|  | o |  | Hay Assalama           |          | Sidi Othmane                 |                        |
|  | o |  | Mohammed Bouziane      |          | Sidi Othmane                 |                        |
|  | o |  | Idriss El Harti        |          | Sidi Othmane / Moulay Rachid | (Idriss El Allam)      |
|  | o |  | Hay El Falah           |          | Moulay Rachid                |                        |
|  | o |  | Faculté Ben M'Sick     |          | Moulay Rachid                |                        |
|  | o |  | Mohammed Joudar        |          | Moulay Rachid                |                        |
|  | o |  | Moulay Rachid          |          | Moulay Rachid                | (Oqba Ibnou Nafia)     |
|  | o |  | Zone Industrielle      |          | Moulay Rachid                |                        |
|  | o |  | Mohammed Erradi        |          | Moulay Rachid                |                        |

(Les stations en gras servent de départ ou de terminus à certaines missions)

## Exploitation
La ligne 4 du tramway de Casablanca est exploitée par RATP Dev Casablanca pour le compte de l'autorité organisatrice Casa Transport. Elle utilise un parc de 40 rames Citadis X05 d'Alstom, partagées avec la Ligne 3. Ces rames offrent une capacité d’environ 600 passagers par rame.
Le service de la ligne 4 est assuré tous les jours de la semaine, de 5h30 à 22h30, avec une fréquence de passage initiale de 10 minutes à la mise en service. A terme, la fréquence passera à 5 minutes aux heures de pointe.